# Augusto Ballerini

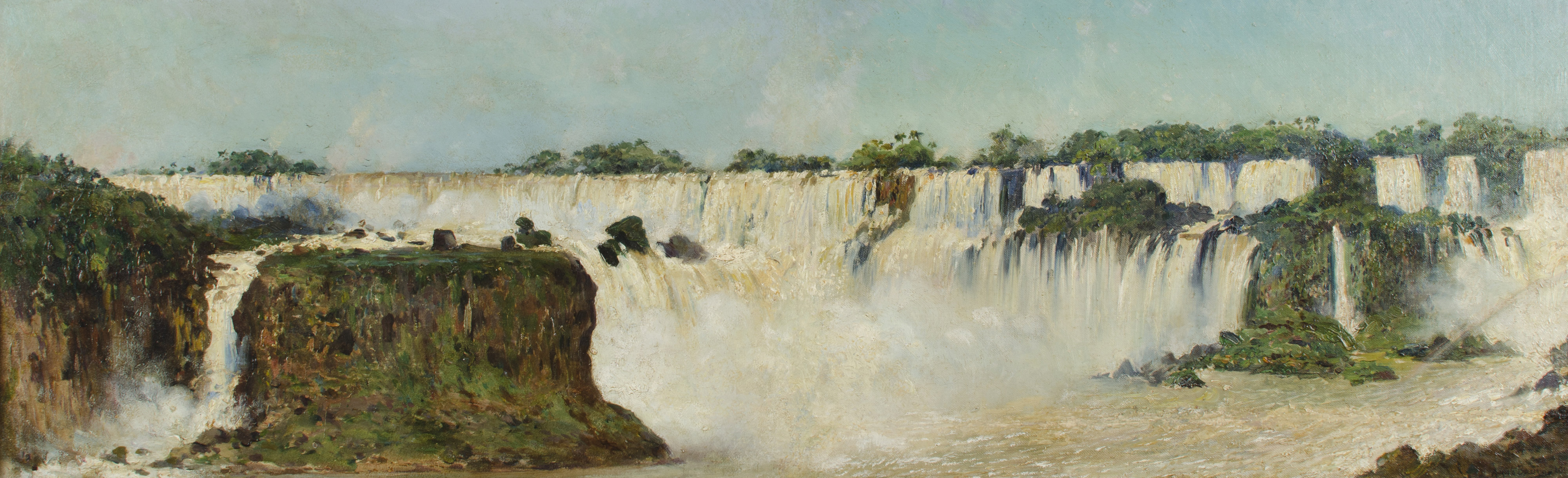
La cascada del Iguazú

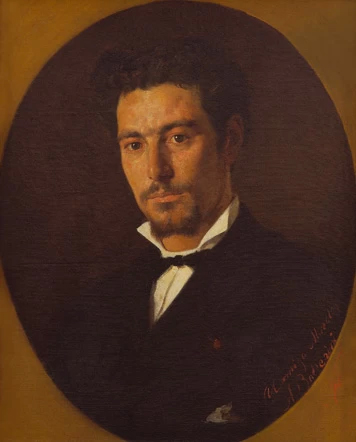
Retrato de
Lucio Correa Morales.

Augusto Ballerini (Buenos Aires, 20 de agosto de 1857 - Buenos Aires, 28 de abril de 1902) fue un pintor argentino de retratos, escenas históricas y paisajes.

## Biografía
Sus primeros estudios artísticos los realiza con el pintor Francesco Romero, maestro de importantes pintores argentinos de fines del siglo XIX. Continúa su aprendizaje en Italia, ingresando en el Instituto Real de Bellas Artes, y, luego, con Cesare Maccari.
Al regresar a Argentina, se dedica a realizar retratos de personajes importantes de la época, escenas históricas y de costumbres. También, pinta paisajes, en un estilo naturalista y en "plein air" hacia el final de su carrera. 
En 1892 es parte de la excursión científica al litoral argentino paraguayo y brasileño del Instituto Geográfico Argentino en donde se desempeña como dibujante y realiza los bocetos para su obra "La cascada del Iguazú", actualmente en el acervo del Museo Nacional de Bellas Artes.
Por motivos económicos, se dedica a la enseñanza privada y a colaborar en el diario "La Nación" en donde realiza numerosos grabados.
Con los artistas Ángel della Valle y Ernesto de la Cárcova, crea "La colmena", institución dedicada a la promoción y exhibición de obras de arte. Fue miembro de la Sociedad Estímulo de Bellas Artes.
En 1895, el gobierno compra el primer cuadro de un pintor nacional para el Museo Nacional de Bellas Artes, "Una noche de luna en Venecia", realizado por Ballerini. 
Entre sus cuadros más importantes se encuentran: "Retrato de Lucio Correa Morales", "El paso de los Andes", que pertenece al acervo del Museo Histórico Nacional y "La última voluntad del payador".